# Wilson (comics)
Pour les articles homonymes, voir Wilson.
Wilson est une série de comics créée par Daniel Clowes, publiée sous forme de comic books par Drawn and Quarterly.  En 2010, la série est traduite en français par Cornélius.
Le comic a été adapté en film éponyme, diffusé en 2017.

## Synopsis
Wilson, d'âge moyen et divorcé, vit à Oakland, en Californie. Il est seul, suffisant et obsédé par son passé. Condescendant et hautain, il insiste pour communiquer ses insatisfactions aliénantes à tous ceux qu'il rencontre, même avec des étrangers, et le plus souvent non sollicités.

## Personnages
- Wilson
- Pippi
- Claire
- Shelly
- Polly

## Parutions

### Version originale
- Wilson, 80 pages, 2010

### Version française
- Wilson, 71 planches, 2010

## Adaptation cinéma
Le comic a été adapté en film, diffusé en 2017 par la fox.